# Charles Winslow
Charles Lyndhurst Winslow (Queenstown, Colònia del Cap, 1 d'agost de 1888 − Johannesburg, Sud-àfrica, 15 de setembre de 1963) fou un tennista sud-africà, guanyador de tres medalles olímpiques.

## Biografia
Va néixer l'1 d'agost de 1888 a la ciutat de Queenstown, que en aquells moments formava part de la Colònia del Cap (al seu torn, part de l'Imperi Britànic) i que avui dia forma part de Sud-àfrica, fill del jugador de criquet Lyndhurst Winslow.
Va morir el 15 de setembre de 1963 a la ciutat de Johannesburg, capital econòmica de Sud-àfrica.

## Carrera esportiva
Als 23 anys, va participar en els Jocs Olímpics d'Estiu de 1912 celebrats a Estocolm (Suècia), on va aconseguir guanyar la medalla d'or en la prova individual masculina al derrotar a la final el seu compatriota Harold Kitson, amb el qual aconseguí guanyar la medalla d'or en la competició de dobles masculins en vèncer els austríacs Felix Pipes i Arthur Zborzil.
En els Jocs Olímpics d'Estiu de 1920 realitzats a Anvers (Bèlgica) va aconseguir guanyar la medalla de bronze en la competició individual masculina, en perdre en semifinals contra el japonès Ichiya Kumagai.

## Jocs Olímpics

### Individual
| Any  | Campionat                       | Oponent         | Resultat            |
| ---- | ------------------------------- | --------------- | ------------------- |
| 1912 | Jocs Olímpics, Estocolm, Suècia | Harold Kitson   | 7−5, 4−6, 10−8, 8−6 |
| 1920 | Jocs Olímpics, Anvers, Bèlgica  | Oswald Turnbull | Renúncia            |

### Dobles
| Any  | Campionat                       | Parella       | Oponents                   | Resultat           |
| ---- | ------------------------------- | ------------- | -------------------------- | ------------------ |
| 1912 | Jocs Olímpics, Estocolm, Suècia | Harold Kitson | Felix Pipes Arthur Zborzil | 4−6, 6−1, 6−2, 6−2 |